# Diplomas de Español como Lengua Extranjera
Los Diplomas de Español como Lengua Extranjera (DELE) son títulos oficiales acreditativos del grado de competencia y dominio del idioma español, que otorga el Instituto Cervantes en nombre del Ministerio de Educación y Formación Profesional de España. 
El Instituto Cervantes tiene encomendada la dirección académica, administrativa y económica de los diplomas DELE, de acuerdo con lo establecido en los Reales Decretos 1137/2002 de 31 de octubre, RD 264/2008 de 22 de febrero y RD 1004/2015  de 6 de noviembre.
Los exámenes DELE están diseñados siguiendo las directrices del Marco común europeo de referencia (MCER) y el Manual para relacionar exámenes al MCER, ambas obras del Consejo de Europa.
El repertorio de contenidos lingüísticos que pueden ser incluidos en los exámenes DELE se recoge en el documento Plan curricular del Instituto Cervantes. Niveles de Referencia para el Español (NRE), desarrollado por el Instituto Cervantes a partir de los descriptores del MCER.

## Candidatos
El diploma está dirigido a ciudadanos de un país cuya lengua oficial no sea el español. No obstante, los ciudadanos de países hispanohablantes pueden solicitar el acceso a las pruebas siempre que cumplan al menos dos de los siguientes requisitos:
- El español no es la lengua materna de alguno de sus padres.
- El español no es la primera lengua que ha aprendido.
- No utiliza el español habitualmente.
- No ha cursado parte de su educación primaria o secundaria en español.

## Niveles
El Real Decreto 264/2008 establece los siguientes niveles para los Diplomas de Español como Lengua Extranjera:
- Diploma de Español (nivel A1): acredita la competencia lingüística suficiente para comprender y utilizar expresiones cotidianas de uso muy frecuente en cualquier lugar del mundo hispanohablante, encaminadas a satisfacer necesidades inmediatas.
- Diploma de Español (nivel A2): acredita que el candidato es capaz de comprender frases y expresiones cotidianas de uso frecuente relacionadas con áreas de experiencia que le son especialmente relevantes (información básica sobre sí mismo y su familia, compras, lugares de interés, ocupaciones, etc).
- Diploma de Español (nivel B1): acredita la competencia lingüística suficiente para comprender y reaccionar adecuadamente ante las situaciones más habituales de la vida cotidiana y para comunicar deseos y necesidades de forma básica.
- Diploma de Español (nivel B2): acredita la competencia lingüística suficiente para desenvolverse en las situaciones corrientes de la vida cotidiana, en circunstancias normales de comunicación que no requieran un uso especializado de la lengua.
- Diploma de Español (nivel C1): acredita la competencia lingüística suficiente para expresarse con claridad y sin tener que limitar lo que se quiere decir. El candidato tiene un buen dominio de un amplio repertorio léxico, incluidas expresiones idiomáticas y coloquiales.
- Diploma de Español (nivel C2): acredita la competencia lingüística necesaria para desenvolverse en situaciones que requieran un uso elevado de la lengua y un conocimiento de los hábitos culturales que a través de ella se manifiestan.

Cada uno de estos diplomas se obtiene tras superar el examen del nivel correspondiente. Junto a los exámenes de carácter general de cada nivel hay dos exámenes destinados específicamente a candidatos en edad escolar: el DELE A1 para escolares y el DELE A2/B1 para escolares. El primero conduce a la obtención del diploma de DELE A1 y el segundo a la de un diploma de nivel A2 o de nivel B1, en función de los resultados que obtenga el candidato.

## Estructura de los exámenes
Los exámenes de los niveles A1, A2 ,B1, B2 y C1 constan de cuatro pruebas: Comprensión de lectura, Comprensión auditiva, Expresión e interacción escritas y Expresión e interacción orales, si bien en las pruebas de Expresión e interacción de los niveles B2 y C1 hay una tarea que requiere la comprensión de un texto oral o escrito. El examen de nivel C2 consta de tres pruebas, con tareas que integran distintas actividades de la lengua. La duración de los exámenes aumenta en función de los niveles.

## Calificación de los exámenes
Las pruebas de Comprensión de lectura y de Comprensión auditiva de todos los exámenes son de respuesta cerrada y de calificación objetiva. Las pruebas de Expresión e interacción escritas y de Expresión e interacción orales son de respuesta abierta y cada una de ellas es calificada mediante escalas por dos examinadores acreditados. 
Para ser considerado apto en uno de los exámenes de A1 a C1 no es necesario superar todas las pruebas, sino obtener más de un 66% de los puntos en la suma de las pruebas de Comprensión de lectura y Expresión e interacción escritas, por un lado, y en la suma de las pruebas de Comprensión auditiva y Expresión e interacción orales por otro. De esta forma se compensa la menor validez (psicometría) de las pruebas de comprensión (que se componen de preguntas de respuesta cerrada) con la validez de las pruebas de expresión, que a su vez ven compensada la menor fiabilidad (psicometría) de su calificación subjetiva por la de una prueba objetiva. En el examen de C2 hay que superar las tres pruebas para recibir la calificación de Apto.

## Correspondencia con elMarco Común Europeo de Referencia para las lenguas
| Nivel MCER | Nivel DELE |
| ---------- | ---------- |
| A1         | DELE A1    |
| A2         | DELE A2    |
| B1         | DELE B1    |
| B2         | DELE B2    |
| C1         | DELE C1    |
| C2         | DELE C2    |